# Facundo Arana
Jorge Facundo Arana Tagle von Berbard (ur. 31 marca 1972 w Buenos Aires) – argentyński aktor telewizyjny pochodzenia hiszpańskego i niemieckiego.

## Życiorys

### Wczesne lata
Urodził się w Buenos Aires jako jedyny syn dr-a Jorge Arany Tagle, adwokata prawa morskiego i profesora Uniwersytetu Buenos Aires, i Matilde von Berbard, byłej hokeistki pochodzenia niemieckiego. Ma trzy siostry: Patsy, Paulę i Agustinę. Ukończył dwujęzyczną hiszpańsko-angielską szkołę St. Catherine’s – Moorlands School. W wieku 15 lat uczęszczał na warsztaty aktorskie, dzięki czemu wyleczył się z chorobliwej nieśmiałości. Mając 17 lat przeszedł chorobę nowotworową Hodgkina, która zaatakowała węzły chłonne. Leczenie trwało dziesięć miesięcy, a przez następne pięć lat Arana był pod opieką lekarzy.

### Kariera
Na srebrnym ekranie wystąpił w kilku telenowelach, m.in. Son de Diez (1992), Perla Negra (1994) i Alta comedia (1998). Popularność zdobył rolą Ivo DiCarlo Rapallo w telenoweli Zbuntowany anioł (Muneca Brava, 1998-99). Za podwójną rolę Yago Valdez i Fabio Sirenio w Yago, pasion morena (2002) i za postać Tomása w 009 Central (2003) odebrał nagrodę Martin Fierro.
W telenoweli Jesteś moim życiem (Sos mi vida, 2006) wystąpił w roli Martína Quesady, wpływowego biznesmena, będącego kierowcą Formuły 1, który odziedziczył firmę po swoim ojcu, za tę rolę Facundo również odebrał nagrodę Martin Fiegro. Grał także na saksofonie w zespole La Caranza.
W latach 1996–2006 był związany z Isabel Macedo. Od roku 2007 związał się z modelką i prezenterką Maríą Susini. Wzięli ślub 20 grudnia 2012. Mają córkę Indię (ur. 10 maja 2008) oraz synów bliźniaków – Yaco i Moro (ur. 19 października 2009).

## Wybrana filmografia
- 1991-98: Alta comedia
- 1992: Son de diez
- 1993: La Flaca escopeta
- 1994-95: Czarna perła (Perla negra) – Leonardo Bastides
- 1995: Montana rusa, otra vuelta – Willy
- 1995: Zíngara – Rudy Moretti
- 1995-2001: Chiquititas – Alejo Méndez Ayala/Manuel Méndez Ayala
- 1996: Sueltos
- 1997: El Rafa
- 1998-99: Zbuntowany anioł (Muñeca brava) – Ivo DiCarlo Rapallo
- 1999-2001: Buenos vecinos – Diego Pinillos
- 2001: Chiquititas: Rincón de luz – Alejo Méndez Ayala
- 2001: Ucieczka (La Fuga) – Gans
- 2001-2002: Yago, pasión morena – Yago Valdez / Fabio Sirenio (także kompozytor)
- 2002: 099 Central – Tomás
- 2004: Ojciec Coraje (Padre Coraje) – ks. Coraje
- 2005: V ritme tango
- 2006: Jesteś moim życiem (Sos mi vida) – Martín Quesada
- 2008: Vidas Robadas – Bautista Amaya
- 2011: Kiedy się uśmiechasz (Cuando Me Sonreís) – Gastón Murfi

## Nagrody i nominacje
| Rok  | Nagroda               | Kategoria                                 | Telenowela           | Rezultat  |
| ---- | --------------------- | ----------------------------------------- | -------------------- | --------- |
| 2002 | Premios Martín Fierro | Najlepszy aktor protagonista w telenoweli | Yago, pasión morena  | Wygrana   |
| 2003 | Premios Martín Fierro | Najlepszy aktor protagonista w telenoweli | 099 Central          | Wygrana   |
| 2005 | Premios Martín Fierro | Najlepszy aktor protagonista w telenoweli | Ojciec Coraje        | Wygrana   |
| 2007 | Premios Martín Fierro | Najlepszy aktor protagonista w komedii    | Jesteś moim życiem   | Wygrana   |
| 2008 | Premios Martín Fierro | Najlepszy aktor protagonista w komedii    | Jesteś moim życiem   | Nominacja |
| 2009 | Premios Martín Fierro | Najlepszy aktor protagonista w telenoweli | Vidas robadas        | Nominacja |
| 2012 | Premios Martín Fierro | Najlepszy aktor protagonista w komedii    | Kiedy się uśmiechasz | Nominacja |
| 2014 | Premios Martín Fierro | Najlepszy aktor protagonista w telenoweli | Farsantes            | Nominacja |